# Ikozaeder
Íkozaeder (zelo redko tudi dvajsetérec in dvajsetêrec) je konveksni polieder, ki je omejen z dvajsetimi trikotniki. Izraz ikozaeder praviloma pomeni pravilni ikozaeder, ki je omejen z dvajsetimi enakostraničnimi trikotniki in je eno od petih platonskih teles.
Ikozaeder ima 20 ploskev (odtod tudi ime: grško starogrško εικοση: ikozi – dvajset), 30 robov in 12 oglišč. V vsakem oglišču se stika pet robov in pet ploskev.
Na spodnji sliki je ravninska mreža (pravilnega) ikozaedra.
Površina P in prostornina V pravilnega ikozaedra z robom a sta:
{\displaystyle P=5a^{2}{\sqrt {3}}\qquad V={\frac {5}{12}}(3+{\sqrt {5}})a^{3}\!\,.}